# マイクロチップ・テクノロジー
マイクロチップ・テクノロジー（英: Microchip Technology、NASDAQ: MCHP）は、アメリカの半導体製造業者であり、マイクロコントローラ、メモリ、アナログICなどを主に製造販売している。

## 概要
マイクロコントローラのPICシリーズ（PICmicro、dsPIC / PIC24、PIC32）、シリアルEEPROM、シリアルSRAM、KEELOQデバイス、RFデバイス、温度センサ、電源管理デバイス（アナログ）、インタフェースデバイスなどの製品がある。インタフェースデバイスとしては、USB、ZigBee/MiWi、Controller Area Network、イーサネットなどがある。
本社はアリゾナ州チャンドラーにあり、ウェハー工場はアリゾナ州テンピとオレゴン州グレシャムにある。
主な競合企業は、アナログ・デバイセズ、Atmel(2016年にMicrochipによって買収済)、フリースケール、インフィニオン、マキシム・インテグレーテッド、NXPセミコンダクターズ、ルネサス エレクトロニクス、STマイクロエレクトロニクス、テキサス・インスツルメンツである。
日本法人「マイクロチップ・テクノロジー・ジャパン」は、東京と大阪にオフィスを持つ。

## 歴史
1987年、ジェネラル・インストゥルメントがマイクロエレクトロニクス部門を完全子会社としてスピンオフしたのが始まりである。1989年、投資家グループに買収される形でゼネラル・インスツルメントから独立し、1993年に株式公開となった。
2009年4月、待機電力が世界最小の nanoWatt XLP というマイクロコントローラのシリーズを発表した。2009年の時点で累計60億個のマイクロコントローラを販売している。
2010年4月、Silicon Storage Technology (SST) を買収し、その資産の一部（フラッシュメモリ関連）を同年5月に Greenliant Systems に売却した。
2011年9月、100億個目のPICマイクロコントローラを出荷した。
2012年8月、スタンダード・マイクロシステムズを買収
2016年1月、Atmel社を買収
2018年3月、Microsemi社を買収